# Головеньки (Ніжинський район)
Голове́ньки — село в Україні, у Височанській сільській громаді Ніжинського району Чернігівської області. Населення — 1000 осіб (2022 рік).

## Географія
Село розташоване на північному сході району, за 28 км від районного центру — міста Борзна та за 11 км від залізничної станції Доч. Висота над рівнем моря — 125 м.
У селі бере початок річка Криниця, ліва притока Сейму.

## Історія
Село засноване в першій половині 17 сторіччя на території Чернігівського воєводства Речі Посполитої. На території села збереглася архітектурна пам'ятка початку XIX століття — дерев'яна церква Святого Архистратига Михаїла.
1917 — у складі УНР. З 1920 — радянська влада. За російсько-більшовицької влади в селі розгорнувся потужний рух за автокефалію Української Православної Церкви, відкрито одну з найбільших в Конотопській окрузі парафій УАПЦ.
| (1921) року у селі Головеньках Борзнянського повіту Конотопської округи одноголосно було обрано на священика з 15 кандидатів саме «за отправи, за промову на українській мові, підкреслюю на українській». Автор історії парафії не без іронії підкреслює, що з цих численних кандидатів «були і з сильними голосами, і з великими заслугами, і з довгими бородами», але обранецм став молодий, без бороди, стрижений Савченко: «дівственна Головенська парахвія серцем почула, рідна мова заворушила її душу і вона обрала Савченка» |
1929 — спроби комуністів вилучити землі у незалежних господарників та створити колгоспи. Організований опір активістам примусив владу вдатися до прямого терору — Головеньки зачислені на так звану чорну дошку, що спричинило масову смерть селян.
596 жителів Головеньок брали участь у Другій світовій війні, 300 з них — загинули, 215 — нагороджені орденами і медалями СРСР. Серед них — гвардії сержант Ілля Петрович Яременко — повний кавалер Ордена Слави. За час відсутності сталінської влади у селі загинули лише 14 сільчан. Але на їхню честь більшовики спорудили обеліск.
У повоєнний період в селі знаходилася центральна садиба колгоспу «Шлях до комунізму», за яким було закріплено 4728 гектарів сільськогосподарських угідь, у тому числі 3530 га орної землі. Господарство вирощувало зернові культури, картоплю, овочі.
12 червня 2020 року, відповідно до розпорядження Кабінету Міністрів України № 730-р «Про визначення адміністративних центрів та затвердження територій територіальних громад Чернігівської області», увійшло до складу Височанської сільської громади.
19 липня 2020 року, в результаті адміністративно-територіальної реформи, і ліквідації Борзнянського району, увійшло до складу новоутвореного Ніжинського району.

## Інфраструктура
У селі є 9 річна школа, будинок культури, бібліотека, фельдшерсько-акушерський пункт, 3 магазинів, відділення зв'язку.

## Видатні люди
В Головеньках народилися:
- Білецький Павло Петрович, учасник Другої світової війни, генерал-лейтенант артилерії;
- Криловець Микола Григорович — професор кафедри Ніжинського державного університету імені Миколи Гоголя, заслужений працівник освіти України.
- Назарчук Віктор Миколайович (1989—2023) — молодший лейтенант збройних сил України, загинув на російсько-українській війні, посмертно нагороджений орденом Богдана Хмельницького ІІІ ступеня.
- Яременко Ілля Петрович — учасник Другої світової війни, повний кавалер ордена Слави.